# GB C4 1201–1210
Die Reisezugwagen mit Drehgestellen der Gattung C4 mit den Nummern 1201–1210 kamen bei der Gotthardbahn-Gesellschaft (GB) ab 1894 zum Einsatz.

## Geschichte
1894 kaufte die GB bei der Schweizerischen Industrie-Gesellschaft (SIG) insgesamt zehn Drehgestellwagen der 3. Klasse. Sie boten jeweils 80 Sitzplätze und verfügten über Dampfheizung, Gasbeleuchtung und eine Toilette. Sie waren speziell «für italienische Auswanderer» vorgesehen.
Die Wagen wurden von den Schweizerischen Bundesbahnen (SBB) bei der Verstaatlichung der GB 1909 übernommen und bekamen die Nummer 9501–9510. Wie lange die Wagen im Einsatz waren, ist nicht genau bekannt.